# Isle of Man TT 1952
Isle of Man TT 1952 je bila druga dirka motociklističnega prvenstva v sezoni 1952. Potekala je na dirkališču Isle of Man.

## Razred 500 cm3
| Poz | Dirkač            | Moštvo    | Hitrost   | Čas       |
| --- | ----------------- | --------- | --------- | --------- |
| 1   | Reg Armstrong     | Norton    | 92.97 mph | 2.50.28.4 |
| 2   | Les Graham        | MV Agusta | 92.72     | 2.50.55.0 |
| 3   | Ray Amm           | Norton    | 92.4      | 2.51.31.2 |
| 4   | Rod Coleman       | AJS       | 89.71     | 2.56.39.0 |
| 5   | Bill Lomas        | AJS       | 88.71     | 2.58.39.0 |
| 6   | Cromie McCandless | Norton    | 88.61     | 2.58.51.2 |
| 7   | George Brown      | Norton    | 87.75     | 3.00.35.8 |
| 8   | Ken Mudford       | Norton    | 87.73     | 3.00.39.0 |
| 9   | Albert E Moule    | Norton    | 86.74     | 3.02.41.6 |
| 10  | P H Carter        | Norton    | 86.35     | 3.03.31.8 |

## Razred 350 cm3
| Poz | Dirkač            | Moštvo    | Hitrost   | Čas       |
| --- | ----------------- | --------- | --------- | --------- |
| 1   | Geoff Duke        | Norton    | 90.29 mph | 2.55.30.6 |
| 2   | Reg Armstrong     | Norton    | 89.55     | 2.56.57.8 |
| 3   | Rod Coleman       | AJS       | 88.93     | 2.58.12.4 |
| 4   | Bill Lomas        | AJS       | 86.26     | 3.00.41.0 |
| 5   | Syd Lawton        | AJS       | 84.71     | 3.07.05.0 |
| 6   | George Brown      | AJS       | 84.5      | 3.07.33.4 |
| 7   | Cromie McCandless | Norton    | 84.07     | 3.08.30.4 |
| 8   | Ernie Ring        | AJS       | 83.99     | 3.08.42.8 |
| 9   | Cecil Sandford    | Velocette | 83.27     | 3.10.20.2 |
| 10  | P H Carter        | Norton    | 82.42     | 3.12.16.6 |

## Razred 250 cm3
| Poz | Dirkač            | Moštvo     | Hitrost   | Čas       |
| --- | ----------------- | ---------- | --------- | --------- |
| 1   | Fergus Anderson   | Moto Guzzi | 83.82 mph | 1.48.08.6 |
| 2   | Enrico Lorenzetti | Moto Guzzi | 83.36     | 1.48.40.8 |
| 3   | Syd Lawton        | Moto Guzzi | 82.54     | 1.49.43.2 |
| 4   | Les Graham        | Velocette  | 82.06     | 1.50.22.0 |
| 5   | Maurice Cann      | Moto Guzzi | 81.69     | 1.50.51.6 |
| 6   | Bruno Ruffo       | Moto Guzzi | 81.27     | 1.51.26.0 |
| 7   | Ronnie A Mead     | Velocette  | 76.89     | 1.57.48.4 |
| 8   | Ray JA Petty      | Norton     | 76.09     | 1.59.01.0 |
| 9   | Arthur Wheeler    | Moto Guzzi | 75.47     | 2.00.00.4 |
| 10  | Charlie F Salt    | Pike-Rudge | 75.06     | 2.00.38.6 |

## Razred 125 cm3
| Poz | Dirkač              | Moštvo             | Hitrost   | Čas       |
| --- | ------------------- | ------------------ | --------- | --------- |
| 1   | Cecil Sandford      | MV Agusta          | 75.54 mph | 1.29.54.8 |
| 2   | Carlo Ubbiali       | Mondial            | 74.16     | 1.31.35.0 |
| 3   | A Len Parry         | Mondial            | 72.22     | 1.34.02.6 |
| 4   | Cromie McCandless   | Mondial            | 69.86     | 1.37.13.4 |
| 5   | A A Copeta          | MV Agusta          | 68.92     | 1.38.33.4 |
| 6   | Frank H Burman      | EMC-Puch           | 63.14     | 1.47.34.0 |
| 7   | H L Williams        | BSA                | 58.03     | 1.57.02.4 |
| 8   | H A Grindley        | DMW -Royal Enfield | 57.71     | 1.57.42.0 |
| 9   | M Noel Mavrogordato | EMC-Puch           | 57.18     | 1.58.47.0 |
| 10  | E V C Hardy         | DOT                | 57.08     | 1.59.03.0 |